# アンリちゃんの執事Z
アンリちゃんの執事Z（アンリちゃんのしつじぜっと）は2012年10月12日から2013年3月22日までテレビ新広島で放送されていたローカルバラエティ番組。杉原杏璃の冠番組である。

## 概要
アンリちゃんの執事を2012年10月にリニューアル。杉原杏璃を広島が生んだ伝説の女にするべく、様々な企画を行う。
前番組の釣り勝負で敗退したおにぎりが執事から召使いに降格。新しい執事として大松しんじが、アンリのライバルには森本久美子が登場した。

## 出演者
- 杉原杏璃 - アンリお嬢様
- おにぎり（ニューロマンス） - 召使い
- 大松しんじ - 新執事大松
- 森本久美子 - モリクミお嬢様

## 放送時間
本放送
毎週金曜日 25時5分 - 25時35分
再放送
毎週火曜日 25時35分 - 26時5分

## 放送リスト
| 回     | 放送日          | サブタイトル                                                                                         |
| ------ | --------------- | --- |
| 第1章  | 2012年 10月12日 | アンリお嬢様VSモリクミお嬢様                                                                         |
| 第2章  | 10月19日        | アンリVSモリクミ『人の懐に入ろう!』お土産対決                                                        |
| 第3章  | 10月26日        | BINGO伝説 ひろしま駅弁編                                                                             |
| 第4章  | 11月2日         | BINGO伝説 むさし胡店編                                                                               |
| 第5章  | 11月9日         | 「動物BINGO」&「中四国B級グルメヒッチハイクBINGO」                                                   |
| 第6章  | 11月16日        | 続編!「動物BINGO」&「中四国B級グルメヒッチハイクBINGO」                                              |
| 第7章  | 11月23日        | 「動物BINGO」最終章! &「中四国B級グルメヒッチハイクBINGO」                                           |
| 第8章  | 11月30日        | 「BINGO伝説!カープ鳥編」&「中四国B級グルメヒッチハイクBINGO」                                        |
| 第9章  | 12月7日         | 「コスプレすごろくアストラムライン編」&「中四国B級グルメヒッチハイクBINGO愛媛～香川編」              |
| 第10章 | 12月14日        | 「コスプレすごろくアストラムライン編」&「中四国B級グルメヒッチハイクBINGO香川～徳島編」              |
| 第11章 | 12月21日        | 「コスプレすごろくアストラムライン編」&「中四国B級グルメヒッチハイクBINGO徳島～高知編」              |
| 第12章 | 2013年 1月11日  | アンリ写真集発売記念!「リアクションBINGO」&「中四国B級グルメヒッチハイクBINGO」徳島～高知編          |
| 第13章 | 1月18日         | アンリ写真集発売記念!「リアクションBINGO」続編&「中四国B級グルメヒッチハイクBINGO」徳島～高知編      |
| 第14章 | 1月25日         | 「杉原杏璃の新しいグラビアポーズを考える!」ポールダンス編&「中四国B級グルメヒッチハイクBINGO」高知編 |
| 第15章 | 2月1日          | 「杉原杏璃の新しいグラビアポーズを考える!」占い編&「中四国B級グルメヒッチハイクBINGO」高知～岡山編   |
| 第16章 | 2月8日          | 数珠つなぎで行こう! 広島美女BINGO&「中四国B級グルメヒッチハイクBINGO」岡山編                         |
| 第17章 | 2月15日         | 伝説の旅へ マイルGET! 広島大捜索戦&「中四国B級グルメヒッチハイクBINGO」岡山～鳥取編                  |
| 第18章 | 2月22日         | 伝説の旅へ マイルGET! 広島大捜索戦&「中四国B級グルメヒッチハイクBINGO」鳥取編                        |
| 第19章 | 3月1日          | アンリ伝説の女になるツアー in 沖縄SP                                                                 |
| 第20章 | 3月8日          | アンリ伝説の女になるツアー in 沖縄SP&おにぎり巨大マグロ釣り                                          |
| 第21章 | 3月15日         | アンリ伝説の女になるツアー in 沖縄SP&おにぎり巨大マグロ釣り続編                                      |
| 第22章 | 3月22日         | アンリ伝説の女になるツアー in 沖縄&最終回名場面スペシャル                                            |